# 2K Czech
2K Czech (dříve Illusion Softworks) je česká pobočka společnosti Take 2 zabývající se vývojem počítačových her.
Od založení v roce 1997 až do prodeje americké společnosti Kush Games, Inc. z koncernu Take-Two Interactive o deset let později byli jejími vlastníky a současně klíčovými manažery zakladatelé Petr Vochozka a Jan Kudera. Firma měla centrálu v Brně. Dále existovaly dvě pobočky v Praze, jedna ve Zlíně, Bratislavě a v Košicích. Společnost Illusion Softworks úzce spolupracovala s týmem Pterodon, který je autorem série Vietcong. Po dokončení hry Vietcong 2 byl Pterodon rozpuštěn a většina jeho lidí přešla do Illusion Softworks. V roce 2017 byla Pražská pobočka sloučena do Hangar 13, Brněnská pobočka stále pod názvem 2KCzech funguje.

## Historie
První hrou od 2K Czech je Hidden & Dangerous vydaná v roce 1999. Byla to taktická střílečka, ve které hráč ovládal čtveřici britských SAS, spolupracujících v týmu, který prováděl mnoho důležitých sabotáží a záchranných operací během 2. světové války. Hra je také reprezentována jako začátek spolupráce s celosvětovým vydavatelem Take-Two Interactive. Jejich první hrou byla nepříliš známá Flying Heroes, která obsahovala fantastické, vzdušné, akční souboje. V této hře, tehdy ještě Illusion Softworks, prezentoval nový 3D engine zvaný Ptero-engine (hra byla vyvinuta společně s firmou Pterodon vlastněnou Jarkem Kolářem a Michalem Janáčkem). Illusion Softworks vlastnil 3D engine zvaný LS3D engine, který byl připravován pro hru Mafia: The City of Lost Heaven, která byla poprvé vydána v roce 2002. Hra se dočkala uznání od kritiků a byla dokonce označena jako nejlepší hra z prostředí mafie – díky originálnímu příběhu a dobré hratelnosti. V roce 2003 vydal Illusion Softworks dvě hry. První hra Vietcong byla situována do Vietnamské války, byla vyvinuta samostatně firmou Pterodon, používajíc přitom rozšířený Ptero-Engine II, a úspěšné pokračování příběhu SAS týmu během 2. světové války, Hidden & Dangerous 2, také vyrobený na LS3D enginu. Oficiální pokračování Vietcongu s názvem Vietcong 2 bylo vydáno v roce 2005 (ve spolupráci s Pterodonem). V roce 2007 získala firmu Illusion Softworks firma Take-Two Interactive a o rok později ji přejmenovala na 2K Czech. V roce 2009 firmu opustil po ukončení veškerých svých prací na Mafii II hlavní designér Daniel Vávra. O rok později, po vydání Mafie II, studio opustil jeho zakladatel a dlouhodobý ředitel Petr Vochozka, který následně založil Icarus Games. V roce 2011 pak ještě vyšla hra Top Spin 4. V roce 2014 pak bylo oznámeno zavření pražské pobočky firmy a objevily se spekulace o přesunu vyvíjeného projektu studia (předpokládaného třetího dílu hry Mafia) pod americké 2K San Francisco. V roce 2017 bylo 2K Czech spojeno s Hangar 13. Ačkoli se z Pražské pobočky stala pobočka Hangar 13, Brněnská pobočka stále nese název 2K Czech.

## Vydané hry

### 2K Czech (dříve Illusion Softworks)
- 1997 – Lurid Land – logická hra, v níž hráč ovládá čaroděje.
- 1998 – Léto s Oskarem – point-and-click adventura. Vydáno ještě pod Vochozka Trading.[10]
- 1999 – Hidden & Dangerous – taktická akční válečná hra
  - 1999 – Hidden & Dangerous: Fight for Freedom – datadisk (v USA Devil's Bridge)
- 2002 – Mafia: The City of Lost Heaven – akční adventura z gangsterského prostředí
- 2003 – Hidden & Dangerous 2 – pokračování série
  - 2004 – Hidden & Dangerous 2: Sabre Squadron – datadisk k druhému pokračování, implementován kooperativní multiplayer
  - 2006 – Hidden & Dangerous 2: Courage Under Fire – kompilace HD2 + datadisk Sabre Squadron
- 2004 – Wings of War – letecký simulátor z prostředí 1. světové války, vyrobeno v pražské pobočce, vydáno pod značkou Silver Wish Games pro PC a Xbox
- 2005 – Chameleon – akční stealth hra, vyrobeno v bratislavské pobočce, vydáno pod značkou Silver Wish Games pro PC
- 2005 – Circus Grande – budovatelský tycoon z cirkusového prostředí, vyrobeno v košické pobočce, vydáno pod značkou Silver Wish Games pro PC
- 2009 – Axel & Pixel – point-and-click adventura vydaná pod Silver Wish Games.
- 2010 – Mafia II – akční adventura z gangsterského prostředí
  - 2010 – Mafia II: Zrada Jimmyho – DLC, původně pro PS3, ale později i pro PC. Hráč se ujímá nájemného vraha Jimmyho
  - 2010 – Mafia II: Jimmyho Vendetta – druhé DLC. Děj navazuje na Zradu Jimmyho
  - 2010 – Mafia II: Joeova dobrodružství – třetí DLC. Tentokrát se soustředí na postavu Joeho Barbary z původní Mafie II.
- 2011 – Top Spin 4 – tenisový simulátor
- 2016 – Mafia III – akční adventura z gangsterského prostředí
- 2020 – Mafia: Definitive Edition – remake hry Mafia: The City of Lost Heaven
- 2025 – Mafia: Domovina

### Pterodon
- 2000 – Flying Heroes – akční fantasy hra
- 2003 – Vietcong – akční střílečka z vietnamské války
  - 2004 – Vietcong: Fist Alpha – datadisk
  - 2004 – Vietcong: Purple Haze – kompilace Vietcong + datadisk Fist Alpha
- 2005 – Vietcong 2 – pokračování série

## Hry ukončené během vývoje
- Enemy in Sight – vojenský FPS (v českém prostředí)
- Hi-tech – plíživá, technologií nadupaná third-person shooter – ukončeno pro nedostatek zájmu od vydavatelů (investorů), ukázka zde
- Moscow Rhapsody – projekt v účetní hodnotě 129 milionů korun byl definitivně zastaven v roce 2009[11]